# Алопино
Алопино — упразднённая деревня в Тульской области России.

## География
Деревня располагалась вдоль Соболевского оврага. Находилась в 45 километрах от Алексина.

## История
Деревня входила в Дмитриевскую волость Алексинского уезда Тульской губернии. Насчитывалось в деревне 9 дворов.
В последний раз Алопино упоминается в 1928 году как деревня в составе Пахомовского района.

## Население
В 1859 году в деревне проживало 118 человек: 52 мужчины и 66 женщин.